# Nebojša Krupniković
Nebojša Krupniković (født 15. august 1973) er en tidligere serbisk fodboldspiller.